# Purgatorio (álbum)
Purgatorio es el trigésimo cuarto álbum de estudio del grupo alemán de música electrónica Tangerine Dream. Publicado en marzo de 2004 por TDI es un álbum doble que destaca por ser la segunda parte de la trilogía inspirada por el poema Divina Comedia de Dante Alighieri.

## Producción
Grabado entre 2003 y 2004 en los estudios Eastgate de Viena y Berlín el estilo musical del álbum es similar a su predecesor en la serie, Inferno (2002), pero ahonda más en los pasajes instrumentales de melodías más intensas. También, a diferencia de su predecesor en la serie, el álbum se registró completamente en estudio.
Durante el proceso de producción el técnico de grabación y mezclas fue Thorsten Quaeschning quien, con posterioridad, se incorporaría al grupo en calidad de compositor y músico.

## Lista de temas
| Disco 1 |                                                     |               |          |  |
| N.º     | Título                                              | Escritor(es)  | Duración |  |
| 1.      | «Above The Great Dry Land»                          | Jerome Froese | 6:19     |  |
| 2.      | «Chasing The Bad Seed» (Voces por Jayney Klimek)    | Edgar Froese  | 8:48     |  |
| 3.      | «Slave To The Gods»                                 | Edgar Froese  | 6:31     |  |
| 4.      | «Hope And Glory»                                    | Edgar Froese  | 6:44     |  |
| 5.      | «Sun Son's Seal (Part One)»                         | Jerome Froese | 8:21     |  |
| 6.      | «Beyond All Suns»                                   | Edgar Froese  | 6:34     |  |
| 7.      | «Sisyphus»                                          | Edgar Froese  | 4:37     |  |
| 8.      | «All The Steps To Heaven» (Voces por Jayney Klimek) | Edgar Froese  | 13:12    |  |
| 9.      | «Mountain Of Destiny»                               | Edgar Froese  | 10:51    |  |

| Disco 2 |                                                           |                            |          |  |
| N.º     | Título                                                    | Escritor(es)               | Duración |  |
| 1.      | «The Glowing Zodiac Wheel»                                | Edgar Froese Jerome Froese | 6:08     |  |
| 2.      | «Modern Cave Men»                                         | Edgar Froese               | 5:02     |  |
| 3.      | «Death Of Medusa»                                         | Edgar Froese               | 7:23     |  |
| 4.      | «Blinded By The World's Desire» (Voces por Jayney Klimek) | Edgar Froese               | 6:22     |  |
| 5.      | «Sun Son's Seal (Part Two)»                               | Jerome Froese Edgar Froese | 8:27     |  |
| 6.      | «Soulgate»                                                | Edgar Froese               | 7:59     |  |
| 7.      | «Till The End Of Silence»                                 | Edgar Froese               | 5:17     |  |
| 8.      | «Prison And Paradise»                                     | Edgar Froese               | 5:39     |  |
| 9.      | «Spirit Spiral»                                           | Edgar Froese               | 7:33     |  |

## Personal
- Edgar Froese - teclados, mezcla, producción, arreglos y diseño de portada
- Jerome Froese - teclados y masterización
- Iris Camaa - Alto, soprano y percusión

- Jayney Klimek - Alto
- Barbara Kindermann - Soprano
- Tatjana Kouchev - Alto
- Saskia Klumpp - Alto
- Bianca Acquaye - Alto, recitado y pintura
- Thorsten Quaeschning - técnico de grabación y mezcla
- Patrick Schuerfeld - diseño
- Monique Froese - fotografía